# Troy (Alabama)
Troy ist eine City im US-Bundesstaat Alabama, Vereinigte Staaten. Das U.S. Census Bureau hat bei der Volkszählung 2020 eine Einwohnerzahl von 17.727 ermittelt. Die Stadt liegt im Pike County und ist dessen County Seat. Die Troy University ist hier beheimatet. Lockheed Martin unterhält hier einen Produktionsbetrieb.

## Geographie
Nach den Angaben des United States Census Bureaus hat die Stadt eine Fläche von 68,2 km², wovon 68,0 km² auf Land und 0,2 km² auf Gewässer entfallen.

## Geschichte
Der Ort, den die Indianer als Hügel, an dem das Wild steht umschrieben, wurde durch Weiße erstmals 1824 besiedelt. Bevor der Ort 1838 seinen heutigen Namen erhielt, trug er den Namen Zebulon und später Centreville.
Um den Zug der Siedler zu unterstützen und um die Post von Washington, D.C. nach New Orleans zu beschleunigen wurde nach 1805 eine Straße angelegt, die ihren Ausgangspunkt am südlichen Ende der Great Philadelphia Wagon Road in Augusta hatte und westwärts durch Georgia ins heutige Russell County in Alabama führte. Sie durchzog die Countys Macon und Montgomery und danach  südwestlich die Countys Lowndes, Butler, Monroe bis Mobile. Von dort führte sie weiter nach New Orleans. 1824 wurde eine Militärstraße von Fort Barrancas in Pensacola, Florida nach Fort Mitchell, Alabama eingerichtet und mit dieser Straße des Bundes verbunden; diese Strecke wurde als The Three Notch Road bekannt und verlief durch Troy und das Pike County. Als militärische Versorgungsstraße spielte die Strecke keine große Rolle, aber die Siedler befuhren sie auf ihrem Zug in den Süden und Südosten Alabamas sowie ins nordwestliche Florida.

## Sonstiges
An der Troy University befindet sich das Troy University Arboretum, ein Arboretum mit einer Fläche von 16.186 m².

## Demographie
Zum Zeitpunkt des United States Census 2000 bewohnten Troy 13.935 Personen. Die Bevölkerungsdichte betrug 205,0 Personen pro km². Es gab 6436 Wohneinheiten, durchschnittlich 94,7 pro km². Die Bevölkerung von Troy bestand zu 58,89 % aus Weißen, 38,56 % Schwarzen oder African American, 0,26 % Native American, 0,69 % Asian, 0,01 % Pacific Islander, 0,44 % gaben an, anderen Rassen anzugehören und 1,15 % nannten zwei oder mehr Rassen. 1,30 % der Bevölkerung erklärten, Hispanos oder Latinos jeglicher Rasse zu sein.
Die Bewohner Troys verteilten sich auf 5583 Haushalte, von denen in 28,1 % Kinder unter 18 Jahren lebten. 36,6 % der Haushalte stellten Verheiratete, 17,2 % hatten einen weiblichen Haushaltsvorstand ohne Ehemann und 42,9 % bildeten keine Familien. 33,4 % der Haushalte bestanden aus Einzelpersonen und in 11,1 % aller Haushalte lebte jemand im Alter von 65 Jahren oder mehr alleine. Die durchschnittliche Haushaltsgröße betrug 2,28 und die durchschnittliche Familiengröße 2,98 Personen.
Die Stadtbevölkerung verteilte sich auf 22,4 % Minderjährige, 24,2 % 18–24-Jährige, 24,6 % 25–44-Jährige, 17,5 % 45–64-Jährige und 11,1 % im Alter von 65 Jahren oder mehr. Das Durchschnittsalter betrug 27 Jahre. Auf jeweils 100 Frauen entfielen 86,0 Männer. Bei den über 18-Jährigen entfielen auf 100 Frauen 81,8 Männer.
Das mittlere Haushaltseinkommen in Troy betrug 25.352 US-Dollar und das mittlere Familieneinkommen erreichte die Höhe von 39.601 US-Dollar. Das Durchschnittseinkommen der Männer betrug 29.190 US-Dollar, gegenüber 20.368 US-Dollar bei den Frauen. Das Pro-Kopf-Einkommen in Troy war 15.589 US-Dollar. 23,5 % der Bevölkerung und 17,7 % der Familien hatten ein Einkommen unterhalb der Armutsgrenze, davon waren 27,5 % der Minderjährigen und 19,8 % der Altersgruppe 65 Jahre und mehr betroffen.

## Söhne und Töchter der Stadt
- Oliver C. Wiley (1851–1917), Geschäftsmann und Politiker
- Clarence ‚Pinetop‘ Smith (1904–1929), Jazz-Pianist
- John Lewis (1940–2020), Bürgerrechtler und Abgeordneter im US-Repräsentantenhaus
- Willie Davenport (1943–2002), Leichtathlet
- Sanford Parker, Musikproduzent, Tontechniker und Musiker